# La bambola assassina 3
La bambola assassina 3 (Child's Play 3) è un film del 1991 diretto da Jack Bender.

## Trama
Nel novembre 1998, otto anni dopo le vicende nella fabbrica, la "Play Pals Toy Company" ha deciso di creare una nuova serie di bambolotti Tipo Bello per riprendersi dalla pubblicità negativa scaturita dagli omicidi collegati al loro prodotto. La fabbrica, abbandonata a sé stessa, viene ripulita, e durante i lavori, una pinza meccanica rimuove la carcassa gommosa di Chucky, dalla quale fuoriesce del sangue, e qualche goccia finisce in una cisterna di plastica fusa. In questo modo lo spirito maligno di Charles Lee Ray torna in vita nel corpo di un nuovo bambolotto.
Durante una riunione della ditta, per festeggiarne la riapertura, i membri regalano al direttore Sullivan il primo nuovo bambolotto appena uscito dalla fabbrica, che lui porta in ufficio. Il bambolotto regalato si rivela essere proprio Chucky, che tortura e uccide Sullivan strangolandolo con uno yo-yo, dopodiché usa il suo computer per fare ricerca su Andy Barclay, apprendendo che è stato trasferito nella Kent Military School, una scuola militare che si trova a Boonville, nel Missouri.
Il giorno dopo, Andy, ormai sedicenne, è parzialmente traumatizzato dagli incontri con Chucky, che lo hanno reso un ragazzo chiuso e poco socievole. All'interno dell'accademia che frequenta, Andy fa amicizia con Harold Aubrey Whitehurst, il giovane Ronald Tyler e la soldatessa Kristen De Silva, per la quale inizia a sviluppare dei sentimenti amorosi. Andy fa anche conoscenza del tenente colonnello Brett C. Shelton, uno scontroso ragazzo arrogante leader del corpo dei cadetti. 
Chucky si fa spedire all'accademia all'interno di un pacco per essere consegnato ad Andy, ma invece va incontro a Tyler, il quale aveva capito che il pacco contenesse un Tipo Bello. Nonostante la rabbia iniziale, Chucky si rende conto che Tyler può essere il suo nuovo corpo da possedere. Con la scusa che si tratti di un gioco chiamato "Nascondi l'anima", Chucky fa distendere Tyler a terra e inizia a praticare il rito Voodoo per trasferire la sua anima nel corpo del bambino. Improvvisamente il rituale viene interrotto dall'arrivo del colonnello Cochrane, direttore della scuola, che confisca il bambolotto a Tyler e lo butta in un cassonetto dell'immondizia, che viene svuotato in un camion dei rifiuti; Andy assiste parzialmente alla scena. Chucky gridando aiuto, richiama l'attenzione del netturbino che esce fuori e si butta nella spazzatura credendo che qualcuno sia finito dentro per sbaglio, ma Chucky lo inganna e lo uccide attivando il compattatore, che lo spinge in un tritarifiuti. La notizia della morte del netturbino scombussola Andy, che inizia a sospettare che sia stato il bambolotto.
Quella sera Chucky incontra Andy e gli rivela il suo piano di possedere Tyler. Andy cerca di combatterlo, ma viene interrotto da Shelton, che porta via il bambolotto. Nella notte Andy sgattaiola nella camerata di Shelton per uccidere Chucky, ma viene attaccato alle spalle da quest'ultimo. Shelton, svegliato dal trambusto di Andy, scopre che il bambolotto è scomparso, e quindi punisce l'intero corpo dei cadetti. Nel frattempo Chucky va alla ricerca di Tyler, il quale si mette a giocare a nascondino per divertirsi con lui. Chucky lo raggiunge nell'ufficio di Cochrane, ma proprio quando propone a Tyler di riprendere il rito, viene interrotto da De Silva, che era entrata in ufficio di nascosto con una sua amica per recuperare il dossier di Andy, con l'intenzione di scoprire più cose sul suo conto. De Silva e la sua amica trovano Tyler, e lo portano via. Quando Cochrane rientra in ufficio, Chucky gli si para davanti maneggiando furiosamente un pugnale: alla vista del bambolotto vivo e armato, Cochrane muore d'infarto dallo spavento.
Nonostante la morte del preside dell'accademia, viene annunciato che l'esercitazione militare avverrà com'era stato stabilito. Intanto Chucky uccide il sergente Botnick, il barbiere dell'accademia, tagliandogli la gola con una lama da rasoio, mentre quest'ultimo voleva tagliarli i capelli per divertimento. Whitehurst assiste alla scena e Chucky lo spaventa. Successivamente, quest'ultimo va nell'armeria e rimpiazza i proiettili di vernice dei fucili della squadra rossa con dei proiettili veri. Durante la simulazione, Chucky minaccia Tyler per possedere il suo corpo; Tyler realizza le vere intenzioni malvagie del bambolotto e fugge via. In seguito Chucky cattura De Silva e la tiene come ostaggio per fare in modo che le due squadre si incontrino. La squadra azzurra giunge al punto d'incontro e Chucky costringe Andy a consegnargli Tyler per la salvezza di De Silva.
Improvvisamente arrivano i soldati della squadra rossa, che aprono fuoco sparando con dei proiettili veri. Nella sparatoria Shelton, che rimasto paralizzato dallo stupore alla vista del bambolotto vivo, viene sparato al cuore e muore. Chucky tira una granata per uccidere Andy e i sopravvissuti, ma Whitehurst sacrifica la sua vita buttandosi sopra per attutire l'esplosione e salvare gli altri. Non avendo tempo di piangere per la morte del compagno, Andy e De Silva si mettono ad inseguire Chucky, che tiene in ostaggio Tyler. I due escono fuori dai boschi, e arrivano in un luna park, dove Tyler cerca di chiedere aiuto a una guardia giurata, ma Chucky uccide l'uomo con un colpo della sua pistola e insegue Tyler nel treno fantasma, sul quale salgono anche Andy e De Silva. 
Nello scontro che segue, Chucky spara a De Silva alla gamba destra e si rimette sulle tracce di Tyler, ma viene inseguito da Andy, non prima di aver medicato la compagna. Un robot a forma di Cupo Mietitore della giostra falcia a metà il volto di Chucky, che riesce comunque a fermare Tyler e a iniziare il rito per possedere il suo corpo, Andy però li raggiunge e si mette a sparare a Chucky, strappandogli il braccio sinistro, per poi riuscire a centrare il cuore. Ma Chucky ha resistito al collo e lo assale, ma Tyler passa ad Andy il coltellino che lui gli aveva dato in precedenza; Andy lo usa per mozzare la mano destra del bambolotto. Chucky così muore precipitando in un ventola gigante, che lo tritura in tanti pezzi.
Nel finale, mentre De Silva viene portata al pronto soccorso e Andy se ne va con la polizia per raccontare la sua versione dei fatti, vengono mostrati degli spazzini del luna park che raccolgono tutti i rifiuti che trovano per terra, per poi entrare verso il treno fantasma a raccogliere involontariamente i brandelli di Chucky.

## Produzione

### Riprese
In questa pellicola si possono ricordare alcune location, fra le quali:
- la Kemper Military School, al 701 Third Street di Boonville, Missouri;
- l'appartamento di Mr. Sullivan, al Peachtree Street Northwest di Atlanta, Georgia;
- vari luoghi di Los Angeles.

## Sequel
- La sposa di Chucky (Bride of Chucky, 1998) diretto da Ronny Yu
- Il figlio di Chucky (Seed of Chucky, 2004) diretto da Don Mancini
- La maledizione di Chucky (Curse of Chucky, 2013) diretto da Don Mancini
- Il culto di Chucky (Cult of Chucky, 2017) diretto da Don Mancini
- Chucky regia di Don Mancini (2021-2024)

## Distribuzioni
La pellicola venne presentata nel corso del 1991 a partire dai giorni seguenti:
- 30 agosto negli Stati Uniti d'America
- 12 novembre in Australia
- 16 novembre in Giappone

### Netflix
Il film è stato distribuito anche sulla piattaforma Netflix.

#### Divieti
Su Netflix il film è stato vietato ai minori di 14 anni.

## Riconoscimenti
- 1992 - Saturn Award
  - Nomination miglior film horror
  - Nomination miglior attore emergente a Justin Whalin